# Zadní míšní kořen

Příčný řez míchou

Zadní míšní kořen, nebo zastarale zadní kořen míšní, je jeden ze dvou míšních kořenů vláken, které vycházejí z míchy a vedou k zadní uzlině spinální ganglion, která obaluje těla senzitivních neuronů.